# Ensemble pour la démocratie et la souveraineté
Ensemble pour la démocratie et la souveraineté est un parti politique ivoirien fondé en avril 2017 autour des partisans "Gbagbo ou rien" (GOR) du Front populaire ivoirien, dont Aboudramane Sangaré, cofondateur du FPI, ancien ministre des Affaires étrangères et proche de Laurent Gbagbo.
La structure est présidée par Georges Armand Ouégnin, ancien secrétaire d’État chargé de la Sécurité sociale sous la présidence de Laurent Gbagbo ,.
Lors des élections élections législatives du 6 mars 2021, des figures du parti, comme Georges Armand Ouégnin et Michel Gbagbo, fils de Laurent Gbagbo, et les anciens ministres Hubert Oulaye et Émile Guiriéoulou, sont élus députés.
Les 18 députés d'EDS rejoignent le Parti des peuples africains – Côte d'Ivoire à la création de ce nouveau parti en octobre 2021 et EDS disparait de la scène politique.

## Résultats

### Législatives
| Année | Voix    | %     | Rang | Élus     |
| ----- | ------- | ----- | ---- | -------- |
| 2021  | 560 172 | 20,97 | 2e   | 18 / 255 |